# Arthur Vincent
Arthur Vincent (Montpellier, 30 settembre 1999) è un rugbista a 15 francese, che gioca come tre quarti centro nel Montpellier.

## Biografia
Nativo di Montpellier e cresciuto rugbisticamente a Mauguio, entrò a 14 anni nel Montpellier.
Debuttante in prima squadra a 18 anni appena compiuti contro lo Stade français nella settima giornata del Top 14 2017-2018, per tutto il resto della stagione non scese più in campo tra i seniores, ma entrò in rosa nel 2018-19.
Nel 2020-21 fu promosso capitano della squadra nonostante la giovane età.
Nel 2021 si è aggiudicato la Challenge Cup, primo trofeo senior personale e secondo europeo del club.
Campione Under-20 del Sei Nazioni 2018 e di due mondiali consecutivi nel 2018 e 2019, esordì in nazionale maggiore nel Sei Nazioni 2020 contro l'Inghilterra partendo dalla panchina, e disputò le rimanenti partite del torneo da titolare.

## Palmarès
- Challenge Cup: 1
Montpellier: 2020-21
- Campionati francesi: 1
Montpellier: 2021-22